# Challenger de Taipéi 2014
El Santaizi ATP Challenger 2014 fue un torneo de tenis profesional jugado en canchas de pistas duras. Se disputó la primera edición del torneo que formó parte del circuito ATP Challenger Tour 2014. Se llevó a cabo en Taipéi, entre el 28 de abril y el 4 de mayo de 2014.

## Jugadores participantes del cuadro de individuales
| Favorito | País                      | Jugador       | Rank1 | Posición en el torneo |
| -------- | ------------------------- | ------------- | ----- | --------------------- |
| 1        | Bandera de China Taipéi   | Yen-hsun Lu   | 49    | Baja                  |
| 2        | Bandera de Eslovaquia     | Lukáš Lacko   | 57    | Cuartos de final      |
| 3        | Bandera de Estados Unidos | Rajeev Ram    | 127   | Primera ronda         |
| 4        | Bandera de Japón          | Go Soeda      | 136   | Semifinales           |
| 5        | Bandera de Australia      | Samuel Groth  | 138   | Primera ronda         |
| 6        | Bandera de Japón          | Tatsuma Ito   | 146   | Semifinales           |
| 7        | Bandera de China Taipéi   | Jimmy Wang    | 151   | Cuartos de final      |
| 8        | Bandera de Japón          | Hiroki Moriya | 173   | Cuartos de final      |

| Posición en el torneo   |
| ----------------------- |
| Primera y segunda ronda |
| Cuartos de final        |
| Semifinales             |
| FINAL                   |
| CAMPEÓN                 |

- 1 Se ha tomado en cuenta el ranking del 21 de abril de 2014.

### Otros participantes
Los siguientes jugadores recibieron una invitación (wild card), por lo tanto ingresan directamente al cuadro principal (WC):
- Chieh-fu Wang
- Cheng-yu Yu
- Shao-chi Yang
- Jui-chen Hung

Los siguientes jugadores ingresan al cuadro principal tras disputar el cuadro clasificatorio (Q):
- Ting-Yu Chuang
- Hsien-Yin Peng
- Blake Mott
- Chih-Chun Tang

## Jugadores participantes en el cuadro de dobles

### Cabezas de serie
| Favorito | País                      | Jugador            | País                      | Jugador            | Rank1 | Posición en el torneo |
| -------- | ------------------------- | ------------------ | ------------------------- | ------------------ | ----- | --------------------- |
| 1        | Bandera de Australia      | Samuel Groth       | Bandera de Australia      | Chris Guccione     | 148   | CAMPEONES             |
| 2        | Bandera de Estados Unidos | Austin Krajicek    | Bandera de Australia      | John-Patrick Smith | 166   | FINAL                 |
| 3        | Bandera de Tailandia      | Sanchai Ratiwatana | Bandera de Tailandia      | Sonchat Ratiwatana | 186   | Cuartos de final      |
| 4        | Bandera de Japón          | Toshihide Matsui   | Bandera de Estados Unidos | Rajeev Ram         | 334   | Semifinales           |

- 1 Se ha tomado en cuenta el ranking del 21 de abril de 2014.

## Campeones

### Individual Masculino
- Gilles Müller derrotó en la final a  John-Patrick Smith, 6–3, 6–3

### Dobles Masculino
- Samuel Groth /  Chris Guccione derrotaron en la final a  Austin Krajicek /  John-Patrick Smith, 6–4, 5–7, [10–8]